# Colored Sands
Colored Sands (с англ. — «Окрашенные пески») — пятый полноформатный альбом канадской техничной дэт-метал группы Gorguts. Это первый студийный релиз Gorguts после альбома 2001 года From Wisdom to Hate. Это первый альбом Gorguts с гитаристом Кевином Хафнагелем и басистом Колином Марстоном, а также единственная запись группы с барабанщиком Джоном Лонгстретом. Это концептуальный альбом, посвящённый Тибету. Альбом был выпущен в цифровом виде 6 августа 2013 года, а релиз на CD и виниле состоялся 3 сентября 2013 года.

## Предыстория
Основатель Gorguts Люк Лемэй присоединился к новой группе их бывшего гитариста Стива Хёрдла Negativa после распада Gorguts в 2005 году, но чувствовал себя некомфортно из-за импровизационных элементов в музыке этой группы. По рекомендации Хёрдла, Лемэй вновь собрал Gorguts летом 2008 года, чтобы подготовиться к двадцатой годовщине группы, образованной в 1989 году. Как вспоминал Лемэй: «Когда Стив подал мне идею записать новую пластинку в честь 20-летия группы, я никогда не думал об этом раньше. Я был очень доволен всем, что группа сделала в прошлом, и я не собирался делать новый альбом. Потом, когда я начал писать, у меня тоже было мало понимания, зачем я это делаю… Я просто плыл по течению и написал музыку, которую хотел услышать».
Лемэй пригляделся к барабанщику Джону Лонгстрету после того, как был впечатлен его выступлением на альбоме Dim Mack Knives of Ice. Лонгстрет и Лемэй начали репетиции в начале 2009 года. Лемэй ранее встречался с Колином Марстоном на концерте Negativa в Монреале и изначально хотел, чтобы тот играл на гитаре в обновлённом Gorguts, однако Хёрдл порекомендовал Кевина Хуфнагеля в качестве потенциального гитариста, и Лемей согласился с тем, что его игра поистине впечатляющая. Марстон и Хуфнагель согласились присоединиться к группе с Марстоном на басу, а не на гитаре. Лемей подтвердил, что его сотрудничество с Марстоном и Хуфнагелем, которые также являются музыкантами с классическим образованием, сыграло решающую роль в создании Colored Sands:

Они потрясающие музыканты, и они самостоятельно занимаются на гитаре. Когда мы вместе работаем над аранжировками, мы можем вдаваться в очень мелкие детали, например, при написании композиции на бумаге, помимо этого мы можем понимать мысли друг друга или какие-то конкретные идеи на словах, используя академические определения. Колин — большой поклонник таких современных американских композиторов, как Эллиот Картер, которые пишут суперсложную музыку, и он слушает её каждый день. Это первый раз, когда [со мной] кто-то пишет экстремальную музыку и дэт-метал, и может предложить послушать Бартока и все оценят это.

## Музыкальный стиль и концепция альбома
Лемэй поместил Colored Sands в контекст предыдущей работы Gorguts, объяснив, что, начиная с Obscura, группа «сознательно старалась не делать такие вещи, по типу быстрых темпов Slayer, более быстрых риффов и других идей, присутствующих на нашем втором альбоме The Erosion of Sanity». Это побудило группу разработать то, что Лемэй назвал «новым музыкальным языком», который впервые был получен на Obscura. Однако Лемэй отметил, что Obscura по сути был «первым наброском этого нового языка», для которого «результат получился несколько упрощенным». Лемэй рассматривал From Wisdom to Hate и Colored Sands как более изощренные выражения «музыкального языка», разработанного Gorguts.
Все песни на Colored Sands были написаны Лемэем (за исключением «Forgotten Arrows», написанной Марстоном, и «Absconders», написанной Хуфнагелем), но другие участники группы сочинили большую часть своих партий. Вдохновленный Opeth и альбомом The Incident от Porcupine Tree, Лемэй намеревался написать более прогрессивные песни с большей длительностью и динамичностью. Лемэй описал альбом как имеющий больше «саундтрековый характер», который, хотя и содержит основные ингредиенты Obscura и From Wisdom to Hate, отличается тем, как он был сочинен и аранжирован. Как он объяснил: «Я думаю, что на этом альбоме нам потребовалось больше времени, чтобы выразиться музыкально, не то, чтобы мы торопились с другими записями, но песни были короче… С таким подходом альбом больше дышит».
Идея альбома была вдохновлена просмотром Лемэем детского рисунка тибетской мандалы из песка, являющейся символом, созданным из цветного песка, который ритуально уничтожается после постройки. Лемэй подтвердил, что название альбома отсылает именно к песочным мандалам. Лемэй объяснил, что, хотя изначально он думал о написании альбома, полностью посвящённого песчаной мандале, но позже он расширил тематику, сосредоточившись на тибетской культуре, географии и истории. Лемэй объяснил, что это было намерение «создать настроение повествования в музыке, что-то вроде кинематографичной музыки (motion picture music)». Лемэй обращался к Тибету, как к «полотну для музыки», в котором первые четыре песни обсуждают «великолепие страны, культуру, топографию, географию», а последние четыре относятся к «стране, подвергающейся вторжению, людям выражающим протест путем поджогов, людям убитых при попытке к бегству».
Переход между первыми четырьмя и последними четырьмя песнями представляет собой оркестровую пьесу «The Battle of Chamdo» (с англ. — «Битва при Чадмо»), которая относится к вторжению Китая в Тибет. Пьеса была написана Лемэем на фортепиано и записана с использованием струнного квинтета. В отличие от классических композиторов Шостаковича и Пендерецкого (что было признано и подтверждено Лемеем), песня представляет собой решающий поворотный момент в концепции альбома, по словам Лемея: «Тема этой песни, китайское вторжение 1950 года, это самое важное, что случилось с этой страной [Тибетом]… так что другие инструменты — это поразительно». Далее он объяснил, как «The Battle of Chamdo» стала поворотным моментом Colored Sands:

Оркестровая пьеса очень важна на пластинке, потому что она разделяет концепцию альбома на две части, потому что первые четыре песни о красоте философии и ландшафта, о красоте культуры этих людей и обо всем, что очень положительно, а затем вы получаете оркестровую композицию, который иллюстрирует китайское вторжение в 1950 году… Так вот почему открывающий ритм очень военный, очень похожий на войну, понимаете? И тогда в этой музыке Тибет поражает горе.

В конечном счёте, концептуальный альбом завершается песней «Reduced to Silence», где Лемэй рассуждает о концепции ненасилия, связанного с тибетской историей и сохранением культуры, находящейся под угрозой:

Последняя песня «Reduced to Silence» ставит под сомнение философию ненасилия, которая лежит в основе тибетской философии. Но действительно ли это им помогло в долгосрочной перспективе? Вот о чём я спрашиваю. Если вы желаете любви и мира своим врагам, а затем они, напротив, сажают вас в тюрьму и пытают вас, в какой-то момент они препятствуют выживанию…тибетской культуры в долгосрочной перспективе…Я сомневаюсь, что они продержатся ещё сто лет. Такова концепция.

Позже Лемэй сказал, что он не понимает человеческую природу в связи с трагедиями, нанесенными тибетскому народу. «Я не понимаю, почему у любого человека на земле может быть хоть капля гнева по отношению к тибетскому народу. Они были мирными людьми на протяжении веков, обладание армией не казалось приоритетом в их ценностях, поскольку они не интересуется концепциями ревности, доминирования, [или] мании величия». Однако затем он задавался вопросом, «служила ли их ненасильственная философия их делу? Я так не думаю…». Лемэй также критиковал отсутствие вмешательства мировых держав: «Весь мир знает, что Тибет и тибетская культура не представляют опасности, но никто не прикладывает никаких усилий, чтобы помочь им вывести китайцев оттуда. Название происходит от того, что я видел землю, окрашенную страданиями».

## Художественное оформление
Обложка и внутреннее оформление альбома представлены работами Мартина Лакруа. Картины были созданы в тесном сотрудничестве с Люком Лемэей. Хотя Лемэй подтвердил, что у него «очень чёткое видение» того, как каждая иллюстрация будет рассказывать историю, он признал, что удивлён тем, как творческий выбор Лакруа для обложки в конечном итоге воплотил его видение:

Я давно знал, что хочу больше внимания уделить положению рук. Руки очень выразительны, и они могут очень легко передать посыл без использования слов. Так что я знал, что хочу, чтобы «молящиеся руки» и «связанные руки» были вместе на одной картинке. Я никак не мог придумать, как сделать это должным образом. Затем Мартину пришла в голову идея двух пар рук, выходящих из одной фигуры. Мне понравилась эта идея! Думаю, это было очень сильное высказывание. Добавлять элементы не пришлось, потому что все, что мне нужно, было там! Мы можем легко увидеть каждый аспект всей концепции на одной картинке.

Лемэй отметил, что тибетские надписи, написанные рядом с названиями в буклете альбома, на самом деле являются прямым переводом названий песен, предоставленные жителем Монреаля, знакомого с тибетским языком.

## Релиз
Черновое инструментальное демо «Enemies of Compassion» было выложено в качестве предпоказа на странице группы на Myspace в 2011 году. Перед выпуском альбома песни «Forgotten Arrows» и «An Ocean of Wisdom» были доступны для онлайн-трансляции. В ответ на просачивание альбома на сайты-файлообменники в июле 2013 года, Season of Mist выпустили цифровую версию альбома 6 августа, почти на месяц раньше запланированной даты выпуска. CD- и винил-версия были выпущены 3 сентября 2013 года.

## Отзывы критиков
| Совокупная оценка  | Совокупная оценка |
| Источник           | Оценка            |
| ------------------ | ----------------- |
| Metacritic         | 81/100            |
| Оценки критиков    |                   |
| Источник           | Оценка            |
| Decibel            | 9/10              |
| Exclaim!           | 10/10             |
| MetalSucks         | [ 1 ]             |
| The New York Times | 6/10              |
| Pitchfork          | 8.2/10            |
| Sputnikmusic       | 4.7/5             |
| Loudwire           | [ 25 ]            |
| Metal Forces       | 8.5/10            |
| Metal Hammer       | [ 27 ]            |
| Rock Hard          | 8.5/10            |

Согласно Metacritic, Colored Sands получил «всеобщее признание» критиков. Крис Дик из журнала Decibel назвал Colored Sands скачком за пределы «простого техничного дэт-метала», который является «новым, свежим и ожидаемо сложным». В обзоре для Pitchfork Хэнк Штимер был в восторге от «захватывающих дух деталей и масштабов» альбома, которые наполнили его «обширным динамическим диапазоном. С одной стороны, написанное на альбоме является самым колючим, наиболее агрессивным дэт-металом, когда-либо выпущенным под именем Gorguts; с другой стороны на нём представлены мгновения потрясающей структурной красоты». Собхи Юсеф из Sputnikmusic рассматривал альбом как продолжение экспериментов, услышанных на альбоме From Wisdom to Hate, отметив, что Colored Sands «кладёт на стол ещё больше идей», не отходя от «фирменного диссонансного безумия» группы, которое «слилось воедино в самой ткани каждой партии, придавая дозу контролируемого хаоса почти классическому дизайну и атмосферному построению Colored Sands». Дениз Фальзон, в обзоре Exclaim!, присудила альбому отличную оценку и похвалила «безупречную» музыкальность, направленную на разработку «более прогрессивной и экспериментальной стороны группы». Сэмми О’Хагар из MetalSucks также похвалил Gorguts за то, что они сохранили свое самобытное ядро, представив альбом, который звучит «совсем не так», как вся остальная дискография.
Тем не менее, альбом получил и негативную критику: Бен Рэтлифф из The New York Times высказал мнение, что, в отличие от ощущения «почти постоянного удивления» от Obscura, Colored Sands «удручающе последователен в своем тёмном, плотном, туманном цвете и атмосфере… Он распространяется повсюду в соответствии с требованиями собственного стиля Gorguts, но остаётся прикованным месту».
Альбом стал номинантом на премию Polaris Music Prize 2014 года.

## Список композиций
Все песни написаны Люком Лемэем, кроме «Forgotten Arrows» и «Absconders», написанные Колином Марстоном и Кевином Хуфнагелем, соответственно. Все тексты написаны Люком Лемэем.
| №                   | Название                                  | Длительность |
| ------------------- | ----------------------------------------- | ------------ |
| 1.                  | «Le Toit du Monde»                        | 6:33         |
| 2.                  | «An Ocean of Wisdom»                      | 7:21         |
| 3.                  | «Forgotten Arrows»                        | 5:41         |
| 4.                  | «Colored Sands»                           | 7:55         |
| 5.                  | «The Battle of Chamdo» (инструментальная) | 4:43         |
| 6.                  | «Enemies of Compassion»                   | 7:03         |
| 7.                  | «Ember's Voice»                           | 6:48         |
| 8.                  | «Absconders»                              | 9:09         |
| 9.                  | «Reduced to Silence»                      | 7:38         |
| Общая длительность: | Общая длительность:                       | 62:51        |

## Участники записи
Gorguts
- Люк Лемэй — вокал, гитара
- Кевин Хуфнагел — гитара
- Колин Марстон — бас-гитара
- Джон Лонгстрет — ударные

Струнный квинтет
- Джошуа Модни — скрипка
- Эмили Холден — скрипка
- Виктор Лоур — альт
- Изабель Кастельви — виолончель
- Григорий Чудзик — контрабас

Технический персонал
- Пьер Ремильяр — звукорежиссёр
- Мартин Брюне — звукорежиссёр
- Колин Марстон — продюсирование, сведение, мастеринг
- Мартин Лакруа — обложка и оформление альбома